# 範多機械
範多機械株式会社（はんたきかい、英語: HANTA MACHINERY Co.,Ltd）は、大阪府大阪市西淀川区に本社を置く道路建設機械を扱うメーカーである。
主にアスファルトフィニッシャ、凍結防止剤散布車を製造している。

## 沿革
- 1865年（慶応元年）4月 - エドワード・ハズレット・ハンターが来日し、神戸で貿易会社範多商店創業。
- 1955年（昭和30年）2月3日 - 範多商会機械部を継承し、大阪市北区兎我野町に設立。
- 1966年（昭和41年）6月 - 大阪市西淀川区竹島5丁目（現在の竹島第二工場）に工場を建設
- 1972年（昭和47年）2月 - 現在の竹島第二工場所在地に本社移転
- 1989年（平成元年）5月 - 現在地に移転

## 商品
- アスファルトフィニッシャ
- 除雪用機械
- 路面切削機
- 道路舗装機械
- 道路舗装器具
- 特装車